# Mymar taprobanicum
Mymar taprobanicum är en stekelart som beskrevs av Ward 1875. Mymar taprobanicum ingår i släktet Mymar och familjen dvärgsteklar. Inga underarter finns listade i Catalogue of Life.